# Concours Eurovision de la chanson 1956
- Pays participants

Francfort 1957
Le Concours Eurovision de la chanson 1956, officiellement le Grand Prix Eurovision de la Chanson Européenne 1956 (en italien : Gran Premio Eurovisione 1956 della Canzone Europea, et en anglais : Grand Prix of the Eurovision Song Competitor), est la première édition annuelle du Concours Eurovision de la chanson. Il se déroule à Lugano, en Suisse. L'entièreté du concours a lieu le 24 mai 1956 au Teatro Kursaal. Sept pays participent au concours.
Le système de vote est différent de celui mis en place lors des éditions suivantes. Il n'y avait pas encore de télévote et ce sont uniquement les jurés qui votèrent ; chaque pays présentant deux chansons, les jurés nationaux pouvaient voter pour une chanson de leur pays s'ils le souhaitaient.
Le concours est remporté par la chanteuse Lys Assia qui représente la Suisse, pays hôte, avec la chanson Refrain, écrite par Émile Gardaz, qui aurait obtenu un total de 102 points d'après un article de presse du journal italien La Stampa, mais sans aucune certitude puisque les résultats du vote n'ont jamais été publiés. En raison de cette absence de résultats, il n'y a pas de deuxième et troisième places.

## Lieu

Lugano au début des années 1950. Le long de la digue, le Teatro Kursaal est le dernier bâtiment à droite de l'image.

La première édition du concours a lieu en Suisse. En octobre 1955, les dirigeants de l'Union européenne de radio-télévision (UER) se sont réunis à Monaco pour désigner la première ville hôte. Lugano, ville des Alpes suisses, est choisie. C'est la ville la plus peuplée du Tessin et la ville italophone la plus peuplée de Suisse, elle est située sur le lac homonyme, à la frontière helvético-italienne.
Le Teatro Kursaal est désigné pour accueillir le concours. Construit en 1897, il sera détruit une quarantaine d'années après le concours, ne l'ayant donc accueillit qu'une seule fois.

## Organisation
En 1955, les dirigeants de l’UER se réunirent à Monaco. Ils discutèrent de la possibilité de créer un évènement permettant à la fois de populariser l’UER, de promouvoir les relations entre ses pays membres et d’employer les nouvelles ressources offertes par la télévision.
Deux suggestions furent émises : un festival de cirque, sur le modèle de celui de Monte Carlo, ou un festival de musique, sur le modèle de celui de Sanremo. Ce fut cette dernière idée qui l’emporta, donnant ainsi naissance au Concours Eurovision de la chanson. Il fut finalement décidé d’en organiser la première édition à Lugano.

## Pays participants
Sept pays participèrent au premier concours, chacun avec deux chansons. 
L’Autriche, le Danemark et le Royaume-Uni auraient dû également participer. Mais ils ne purent respecter la date limite d’inscription et durent s’abstenir. Tous trois diffusèrent cependant le concours et firent leurs débuts l’année suivante.

## Format
Le programme dura près d'une heure et quarante minutes. Ses règles étaient assez différentes de celles actuellement en vigueur. Ainsi, seuls des artistes en solo furent admis à concourir. Toute chorégraphie était interdite. Et surtout, chaque pays put présenter deux chansons. Ce dernier point fut rendu nécessaire par le petit nombre de participants : à peine sept.
L’orchestre était dirigé par Fernando Paggi et comportait vingt-quatre musiciens. 
La scène était fort simple. Elle se composait d'un parterre de fleurs sur le devant et d'un drapé en arrière-fond. L'orchestre était placé à gauche et les artistes, à droite. 
Chaque pays envoya sur place un commentateur, afin de couvrir le concours. Quatre millions de téléspectateurs suivirent l’évènement en direct.
Comme pour l’édition 1964, aucun enregistrement vidéo complet de l’édition 1956 du concours n’a été conservé. Seule la prestation du vainqueur et un  enregistrement audio complet ont été préservés.

## Déroulement
Lohengrin Filipello fut le présentateur de la soirée, le seul homme à avoir jamais présenté le concours en solo. Il s'exprima entièrement en italien. En effet, la règle obligeant les présentateurs à s'adresser au public dans les deux langues officielles de l'UER (le français et l'anglais) n'était pas encore entrée en vigueur. Il introduisit lui-même chaque chanson participante, en expliquant sa signification.

## Chansons

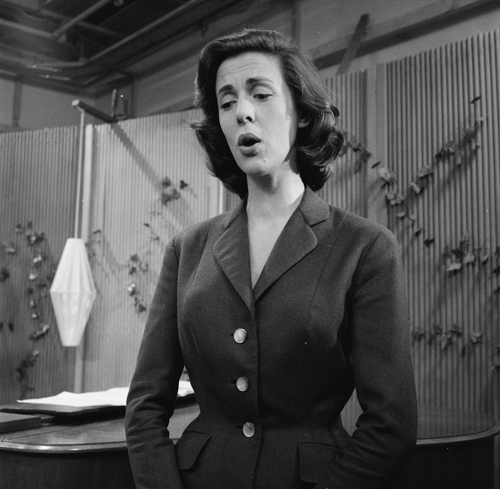
La représentante néerlandaise, Jetty Paerl, en 1956.

Quatorze chansons participèrent au premier concours.
Les chansons devaient durer au maximum trois minutes trente secondes. Aucune règle concernant la langue des chansons n’avait été fixée. Chaque pays recourut pourtant à ses langues nationales. La moitié des chansons (sept sur quatorze) furent interprétées en français.
La représentante néerlandaise, Jetty Paerl, ouvrit le spectacle avec De vogels van Holland, la toute première chanson présentée au concours.

## Chefs d'orchestre
| Fernando Paggi                  | Léo Souris | Franck Pourcel | Jacques Lassry | Gian Stellari |
| ------------------------------- | ---------- | -------------- | -------------- | ------------- |
| - Allemagne - Pays-Bas - Suisse | - Belgique | - France       | - Luxembourg   | - Italie      |

## Entracte
L’entracte fut fourni par deux groupes : les Joyeux Rossignols et les Trois Ménestrels. 
Les Joyeux Rossignols sifflèrent plusieurs compositions. L'entracte dut être prolongé, à la suite d'un retard dans la procédure de vote.

## Vote
Le vote fut décidé entièrement par un jury. Chaque pays participant envoya à Lugano deux jurés, sauf le Luxembourg. L’UER permit à ce pays de se faire représenter par les jurés suisses. Chaque juré pouvait attribuer deux points à la chanson de sa préférence. Les jurés avaient le droit de voter pour une chanson de leur propre pays, possibilité interdite dès l'année suivante.

## Résultats
Lohengrin Filipello appela sur scène le président du jury, Rolf Liebermann. Celui-ci annonça en français le nom du vainqueur. 
Lors de la reprise de sa chanson, Lys Assia, sous le coup de l'émotion, s'interrompit à la première strophe. Elle s'en excusa : « Je suis tellement émotionnée. Je regrette. On recommence. » Elle se reprit alors et put interpréter une seconde fois Refrain, sous les applaudissements du public.
Les résultats complets ne furent jamais publiés. Il n’y eut donc ni deuxième, ni troisième, ni dernière place. Les bulletins de vote furent détruits immédiatement.
Lys Assia a longtemps été la seule Suissesse à avoir jamais remporté le concours. La seconde victoire de la Suisse, en 1988, fut en effet remportée par Céline Dion, d'origine canadienne. Elle sera finalement rejointe par l'artiste Nemo en 2024, soixante-huit ans plus tard.
| Ordre | Pays       | Artiste                | Chanson                         | Langue      |
| ----- | ---------- | ---------------------- | ------------------------------- | ----------- |
| 01    | Pays-Bas   | Jetty Paerl            | De vogels van Holland           | Néerlandais |
| 02    | Suisse H   | Lys Assia              | Das alte Karussell              | Allemand    |
| 03    | Belgique   | Fud Leclerc            | Messieurs les noyés de la Seine | Français    |
| 04    | Allemagne  | Walter Andreas Schwarz | Im Wartesaal zum großen Glück   | Allemand    |
| 05    | France     | Mathé Altéry           | Le Temps perdu                  | Français    |
| 06    | Luxembourg | Michèle Arnaud         | Ne crois pas                    | Français    |
| 07    | Italie     | Franca Raimondi        | Aprite le finestre              | Italien     |
| 08    | Pays-Bas   | Corry Brokken          | Voorgoed voorbij                | Néerlandais |
| 09    | Suisse H   | Lys Assia              | Refrain                         | Français    |
| 10    | Belgique   | Mony Marc              | Le Plus Beau Jour de ma vie     | Français    |
| 11    | Allemagne  | Freddy Quinn           | So geht das jede Nacht          | Allemand    |
| 12    | France     | Dany Dauberson         | Il est là                       | Français    |
| 13    | Luxembourg | Michèle Arnaud         | Les Amants de minuit            | Français    |
| 14    | Italie     | Tonina Torrielli       | Amami se vuoi                   | Italien     |

## Télédiffuseurs
| Pays        | Télédiffuseur(s)       | Commentateur(s)        |
| ----------- | ---------------------- | ---------------------- |
| Allemagne   | Deutsches Fernsehen    | Wolf Mittler           |
| Autriche    | ORF                    | Wolf Mittler           |
| Belgique    | INR                    | Janine Lambotte        |
| Belgique    | NIR                    | Nand Baert             |
| Danemark    | Statsradiofonien TV    | Gunnar Hansen          |
| France      | RTF                    | Michelle Rebel         |
| Italie      | Programma Nazionale    | Bianca Maria Piccinino |
| Luxembourg  | Télé Luxembourg        | Jacques Navadic        |
| Pays-Bas    | NTS                    | Piet te Nuyl           |
| Royaume-Uni | BBC Television Service | Wilfred Thomas         |
| Suisse      | TSR                    | Georges Hardy          |